# Lidocaína
A lidocaína, lignocaína ou xilocaína é um anestésico local e um antiarrítmico da classe I (subgrupo 1B) usado no tratamento da arritmia cardíaca e da dor local (como em pequenas operações cirúrgicas). É pouco tóxica. Lidocaína e benzocaína apresentam atividade anestésica e podem ser sintetizadas a partir da folha coca (cocaína), substância extraída de uma planta nativa da América do Sul. Também pode ser sintetizada na indústria a partir da 2,6-dimetilanilina. A lidocaína, atualmente é o anestésico mais popular, foi sintetizada por Löfgren, 1943, e pode ser considerado como o protótipo de anestésico local.

## Administração
Pode ser usado por vias:
- Intravenosa: 1 mg a 1,5/kg inicialmente, 25–50 mg por minuto, mais 0,5 mg/kg a cada 5 minutos. As seringas podem ter 1 a 2% de lidocaína.
- Subcutânea: 200–300 mg aplicada no deltoide
- Intraóssea: 1 mg/kg de lidocaína a uma velocidade de 25–50 mg/minuto
- Endotraqueal: Spray com 2 a 3,75 mg/kg
- Tópica (pomada): 2 a 5%, cerca de 15ml de solução, a cada 4h
- Uretral (Gel): Instilar 15 ml (homens) ou 3-5 ml (mulheres) de 2% lidocaína em gel ou solução dentro da uretra
- Adesivo: Até 3 por um período de 12h a cada 24h.
- Oftálmica: 1,7 a 3 mg/kg a 4% para bloqueio retrobulbar (atrás do olho).

### Adrenalina
Em alguns casos pode ser combinada com adrenalina (epinefrina) para prolongar o efeito (como vasoconstritor dos capilares próximos aos nervos), quando não há contraindicações (como taquicardia, shock cardiogênico ou compromisso vascular de extremidades). Não deve ser administrada por via intravenosa.

## Usos clínicos
- Taquicardia ventricular, especialmente pós Infarto agudo do miocárdio(IAM), é a primeira escolha.
- Fibrilação ventricular, primeira escolha.
- Antes de intubação endotraqueal, endoscopia ou desfibrilação.
- Anestésico local em pequenas cirurgias (e.g. operações dentárias, suturar a epiderme, inserir ou remover objetos na pele).

## Mecanismo de ação
Enquanto antiarrítmico e anestésico local, é um bloqueador rápido dos canais de sódio, activados ou inactivados, existentes nos miócitos especializados do sistema de condução (coração) ou nervos periféricos. Impede a condução de potencial de ação nos axônios sensitivos dos nervos periféricos, quando usada topicamente.

## Usos clínicos
Encurta o potencial de ação e prolonga a diástole.
Diminui a taxa de contração cardíaca, reduzindo a frequência de batimentos ectópicos.
Inibe a nocicepção (percepção de dor) no local aplicado por alguns minutos.

## Toxicidade sistêmica
São raros os efeitos tóxicos da lidocaína. Em geral só aparecem em decorrência de sobredose ou injeção intravascular inadvertida.
Dentre as manifestações, podemos citar:
- Hipotensão arterial
- Sensação de cabeça leve
- Tinitus (zumbido no ouvido)
- Parestesias - Sensação de formigamento na língua e lábios

Como manifestações mais graves podemos observar:
- Convulsões
- Colapso cardiovascular